# Joel Santos
Joel Adrián Santos Echavarría (Santo Domingo, 17 de julio de 1969) es un economista, empresario y político dominicano, nombrado el 11 de julio de 2022 ministro interino de la Presidencia de la República Dominicana por el presidente Luis Abinader, y ratificado en el puesto el 22 de agosto de ese mismo año, mediante el decreto 481-22. Posteriormente, el 16 de agosto de 2024, fue nombrado ministro de Energía y Minas, mediante el decreto 444-24, del Presidente Luis Abinader.
Es licenciado en Economía (magna cum laude) por la Pontificia Universidad Católica Madre y Maestra (PUCMM), y posee un MBA en Negocios Internacionales en la American Graduate School of International Management (Thunderbird) en Arizona, que obtuvo como becario FullBright.
Desde el 2007 funge como Vicepresidente Ejecutivo y socio-fundador de la Empresa Coral Hospitality Corp.
Santos participó en la elaboración del plan de gobierno del PRM y presidió la Asociación Nacional de Hoteles y Restaurantes (Asonahores) y  la Asociación Nacional de Jóvenes Empresarios (ANJE).

## Vida personal
Está casado con la comunicadora y filántropa Carmen Ligia Barceló González, presidenta de la Fundación Barceló Salas.